# Eliene Liberato
Antônia Eliene Liberato Dias (Campo Grande, 26 de outubro de 1968) é uma geógrafa, professora e política brasileira, atualmente filiada no Partido Socialista Brasileiro. É prefeita de Cáceres desde 1 de janeiro de 2021. Foi vice-prefeita do então prefeito Francis Maris na cidade entre o início de 2013 e o fim de 2020.

## Vida pessoal
Nascida em 26 de outubro de 1968 em Campo Grande, Rio Grande do Norte, mudou-se para Cáceres em julho de 1987. Formou-se em Geografia em 1991 na Universidade do Estado de Mato Grosso, passando a trabalhar como professora, tanto na rede pública quanto particular. É pós-graduada em Gestão Pública. Foi uma das fundadoras do Rotaract Club de Cáceres.

## Carreira política
Entrou na política em 1994 assumindo a Secretaria de Ação Social da prefeitura de Cáceres durante administração do prefeito Antônio Fontes, retornando a assumir entre 2009 a 2011 durante o governo de Túlio Fontes, filho de Antônio.
Em 2012, então filiada ao Partido da Social Democracia Brasileira, foi candidata a vice-prefeita a convite do candidato Francis Maris, onde ganhou com 21.630 votos. Em 2016, voltou a concorrer juntamente a Francis, onde novamente venceu com 22.372 votos.
Foi detida pela Polícia Federal no dia 1.º de abril de 2014 no âmbito da Operação Fidare, ouvida, e liberada no mesmo dia.
Em 2018, enquanto vice-prefeita, assumiu a Secretaria da Educação do município a convite do então prefeito Francis.
Em outubro de 2019, a convite do presidente nacional do Partido Socialista Brasileiro, Carlos Siqueira e do deputado estadual Max Russi, aceitou concorrer à prefeitura na eleição municipal de 2020. Com o médico Odenilson José da Silva, filiado ao Republicanos, como vice, venceu a disputa com 15.881 votos, assumindo a prefeitura em 1 de janeiro de 2021, sendo a primeira prefeita eleita da história de Cáceres.
No seu governo, foi a prefeita que foi mais privilegiada com emendas para asfaltar as ruas de Cáceres na história, mas não resolveu o problema da falta de saneamento básico e não teve nenhum enfoque objetivo, conforme o jornalista local Eduardo Gomes. Reformou o Cemitério São João Baptista em agosto de 2022, apoiou o processo de militarização da Escola Estadual Senador Mario Motta e inaugurou a Escola Municipal Laranjeira em 18 de agosto de 2023 na comunidade rural Laranjeira 1.
Em março de 2021, durante a pandemia da COVID-19, onde seu marido Felintho Cavalcante foi infectado, após ser criticada após o secretário municipal da saúde Sérgio Arruda postar no Instagram um jantar luxuoso na capital Cuiabá junto a prefeita, pediu proteção à polícia após sofrer ameaças de empresários devido a ter decretado o fechamento do comércio em Cáceres. Logo em abril, o secretário deixou o cargo por "motivos pessoais". A nova secretária de saúde da cidade, Elis Fernanda, também pediu demissão do cargo em julho de 2022 logo após liberar um ônibus da prefeitura para a Marcha para Jesus em Cuiabá, escândalo que foi notícia em todo o estado.
A prefeitura aderiu ao programa "Time Brasil" da Controladoria Geral da União que auxilia estados e municípios a aprimorarem a gestão pública e combater a corrupção em agosto de 2021.
No mês de novembro de 2023, enquanto estava com a prefeita como passageira, o seu marido se recusou a fazer teste do bafômetro em uma blitz da Lei Seca, disse que estava no aniversário da sua mãe e que "todo mundo erra". Já em dezembro, afirmou que não pensava em reeleição, mas foi confirmada como candidata à reeleição após convenção do partido.
No início de janeiro de 2024, vereadores de oposição à prefeita entregaram ao Ministério Público de Mato Grosso um dossiê questionando gastos do 40.º Festival Internacional de Pesca Esportiva de Cáceres, dizendo haver suspeita de superfaturamento.
Uma enchente no córrego Sangradouro atingiu a cidade em fevereiro do mesmo ano após um volume de chuvas acima do esperado, onde o sistema de drenagem não comportou o volume de água. A casa da prefeita foi atingida durante o alagamento.
Logo em março comemorou a implementação da Zona de Processamento de Exportação na cidade, afirmando que Cáceres está pronta para os investimentos e recebeu uma comitiva de empresários chineses. No dia 8 de maio de 2024 recebeu o prêmio de Prefeita Inovadora da Rede Cidade Digital.
A prefeita sofreu um acidente inusitado ao ser ferroada por um bagre ao participar do 41º FIPe no dia 7 de julho do mesmo ano. No dia 9, um veículo da prefeitura foi apreendido após ser flagrado transportando tabletes de maconha.
Já em agosto, no dia 5, escolheu o vereador Luiz Landim como vice-prefeito na campanha à reeleição, no dia 19 de agosto de 2024, foi condenada à multa por propaganda eleitoral antecipada e no dia 23 do mesmo mês lançou oficialmente a campanha à reeleição no Rotary Club da cidade, com apoio do governador Mauro Mendes.